# وانا وینی
وانا وینی (به لاتین: Vana-Vinni) یک روستا در استونی است که در دهستان وینی واقع شده‌است.